# Poisoned Paradise
Poisoned Paradise er en amerikansk stumfilm fra 1924 instrueret af Louis J. Gasnier.

## Medvirkende
- Kenneth Harlan som Hugh Kildair / Gilbert Kildair
- Clara Bow som Margot Le Blanc
- Carmel Myers som Mrs. Belmire
- Raymond Griffith som Martel, The Rat
- Barbara Tennant som Mrs. G. Kildair
- Josef Swickard som Durand
- George Beranger som Krantz
- Evelyn Selbie som  Madame Tanquille